# ستيف ماكغافين
ستيف ماكغافين (بالإنجليزية: Steve McGavin)‏ هو لاعب كرة قدم بريطاني في مركز الهجوم، ولد في 24 يناير 1969 في North Walsham ‏ في المملكة المتحدة. لعب مع برمنغهام سيتي وبري تاون وداغنهام وريدبريدج وكولتشستر يونايتد ونادي ساوثيند يونايتد ونورثامبتون تاون وويكمب وندررز.